# Listă de guvernatori ai statului Wyoming, Statele Unite ale Americii
Listă de guvernatori ai statului american Wyoming : 
| #   | Nume                | Partid politic | Termen/Mandat    |
| --- | ------------------- | -------------- | ---------------- |
| 1.  | Francis E. Warren   | Republican     | 1890             |
| 2.  | Amos W. Barber      | Republican     | 1890–1893        |
| 3.  | John E. Osborne     | Democrat       | 1893–1895        |
| 4.  | William A. Richards | Republican     | 1895–1899        |
| 5.  | DeForest Richards   | Republican     | 1899–1903        |
| 6.  | Fenimore Chatterton | Republican     | 1903–1905        |
| 7.  | Bryant B. Brooks    | Republican     | 1905–1911        |
| 8.  | Joseph M. Carey     | Democrat       | 1911–1915        |
| 9.  | John B. Kendrick    | Democrat       | 1915–1917        |
| 10. | Frank L. Houx       | Democrat       | 1917–1919        |
| 11. | Robert D. Carey     | Republican     | 1919–1923        |
| 12. | William B. Ross     | Democrat       | 1923–1924        |
| 13. | Frank E. Lucas      | Republican     | 1924–1925        |
| 14. | Nellie Tayloe Ross  | Democrat       | 1925–1927        |
| 15. | Frank C. Emerson    | Republican     | 1927–1931        |
| 16. | Alonzo M. Clark     | Republican     | 1931–1933        |
| 17. | Leslie A. Miller    | Democrat       | 1933–1939        |
| 18. | Nels H. Smith       | Republican     | 1939–1943        |
| 19. | Lester C. Hunt      | Democrat       | 1943–1949        |
| 20. | Arthur G. Crane     | Republican     | 1949–1951        |
| 21. | Frank A. Barrett    | Republican     | 1951–1953        |
| 22. | C.J. "Doc" Rogers   | Republican     | 1953–1955        |
| 23. | Milward L. Simpson  | Republican     | 1955–1959        |
| 24. | John J. Hickey      | Democrat       | 1959–1961        |
| 25. | Jack R. Gage        | Democrat       | 1961–1963        |
| 26. | Clifford P. Hansen  | Republican     | 1963–1967        |
| 27. | Stanley K. Hathaway | Republican     | 1967–1975        |
| 28. | Edgar J. Herschler  | Democrat       | 1975–1987        |
| 29. | Mike Sullivan       | Democrat       | 1987–1995        |
| 30. | Jim Geringer        | Republican     | 1995–2003        |
| 31. | Dave Freudenthal    | Democrat       | 2003–2011        |
| 32. | Matt Mead           | Republican     | 3 ianuarie 2011– |